# 郷原信郎
郷原 信郎（ごうはら のぶお、1955年〈昭和30年〉3月2日 - ）は、日本の元検察官、弁護士。郷原総合コンプライアンス法律事務所代表。

## 来歴
中国電力に勤務する父のもとに、島根県松江市で生まれ、小学生と中学生時代は広島県で過ごした。島根県立松江南高等学校（俳優の佐野史郎は同期生）を経て1977年に東京大学理学部（地質学）を卒業する。大学卒業後は三井鉱山に入社して1年半で退社した。1980年に旧司法試験に合格し、司法修習修了（第35期）後の1983年に検事に任官した。検事任官の同期に若狭勝がいる。
公正取引委員会事務局審査部付検事、東京地方検察庁検事、広島地方検察庁特別刑事部長、長崎地方検察庁次席検事、東京地方検察庁八王子支部副部長、法務総合研究所研究官・教官などを歴任。2003年から東京高等検察庁検事として桐蔭横浜大学大学院で特任教授を務め、2005年に大学院法務研究科教授とコンプライアンス研究センター長に就く。
2006年に検事を退官し、2008年に郷原総合法律事務所を設立した。2009年、名城大学で教授とコンプライアンス研究センター長に就く。同年10月、総務省顧問になる。
2010年、前田恒彦元検事らによる「大阪地検特捜部主任検事証拠改ざん事件」を受けて設置された、「検察の在り方検討会議」委員に就任する。
2010年3月、民主党から第20回参議院議員通常選挙への立候補を要請されるも、当時同党代表の小沢一郎が自身の不起訴を「公平公正な検察当局の捜査の結果」と述べたことに対し、「全く信用できない」として断った。
2011年10月、民主党大阪府連から大阪府知事選挙へ立候補を要請されるが、「九州電力やらせメール事件」が解決しておらず辞退。同月、特捜部捜査をテーマにした推理小説『司法記者』を由良秀之名義で発表し、WOWOWで連続ドラマW『トクソウ』として2014年5月に放映された。
同年、「九州電力やらせメール事件第三者委員会」委員長、オリンパス事件で問題を指摘された「有限責任あずさ監査法人」「新日本有限責任監査法人」の監査実態調査「オリンパス監査第三者委員会」委員、にそれぞれ就任する。
2012年、名城大学を契約終了で退き、4月1日には「コンプライアンス研究センター」は廃止される。同年春からは、関西大学社会安全学部大学院特任教授に就き、2014年に退いた。
2021年2月5日、広島県選出の河井案里参議院議員の当選無効が確定（河井夫妻選挙違反事件）。2月19日、再選挙に向けて、立憲民主党内で郷原の擁立論が浮上していることが共同通信を通じて報じられるも、3月9日、郷原は不出馬を表明した。
同年7月7日、他の候補者の出方次第では出馬をとりやめる点を示唆しながらも次期横浜市長選挙に無所属で立候補することを表明した。しかし8月5日に立候補取りやめを発表。8月22日の投開票日まで、立憲民主党推薦の山中竹春と前自民党衆議院議員の小此木八郎の落選運動を行った。

## 人物
- 「コムスン第三者委員会」副委員長として事業承継先法人の選定についてコンプライアンスの観点から助言した。後述のように「不二家信頼回復対策会議」議長として「TBS不二家捏造報道問題」でTBSテレビを批判した。
- 2014年に、収賄の疑いで逮捕・起訴された岐阜県美濃加茂市長の藤井浩人の弁護人を務める[18]。
- 俳優の佐野史郎とは幼少時代から親しく、松江南高校で佐野と共に演劇部で活動し、2011年に「司法記者」を上梓した際にジュンク堂書店池袋店で催されたトークショー[19]で対話した。
- 小学校3年時に広島に引っ越して以降、大の広島東洋カープのファン[20]。
- れいわ新選組の大島九州男を支持しているため、2022年の参院選では「#比例は大島九州男」と呼びかけた（落選したものの、れいわの落選者の中で比例獲得数1位であったため、党内で辞職者が出れば繰り上がる）。そのため、2023年に水道橋博士の議員辞職を受けて発表された「れいわローテーション」を批判した[21][22]。

## 主張
TBSテレビの捏造報道について
不二家信頼回復対策会議議長として「TBS不二家捏造報道問題」でTBSの対応を厳しく批判した。
小沢一郎と特捜検察の捜査方法について
元民主党代表の小沢一郎に対する東京地検特捜部の捜査方法を厳しく批判しており、2010年1月18日、フォーラム神保町と現代深層研究会主催の緊急シンポジウム「『新撰組』化する警察&検察&官僚がニッポンを滅ぼす!」に、青木理、魚住昭、大谷昭宏、岡田基志、木村三浩、佐藤優、鈴木宗男、田原総一朗、平野貞夫、宮崎学らとともに参加した。
自著『検察の正義』で、東京地検特捜部に配属された経験から、東京地検特捜部の捜査方法を以下のように批判している。
- 『検事になって最も惨めな1日』「私は、このときほど、恥ずかしく惨めな思いをしたことはなかった。(東京地検特捜部の検事の)自分がやっていることは人間のやることではないと思った。」(40-41頁)
- 東京地検特捜部で1993年に、特捜部が事情聴取していた参考人に全治3週間のけがを負わせる事件がおきた。それ以外の傷害事件も発覚した。これらの事件の原因の十分な解明は行われなかった。(52頁)
- 日債銀事件は日本長期信用銀行事件と同じ構図で東京地検特捜部が起訴したので、長銀事件と同様に最高裁で逆転無罪判決が出ることが必至。(100-101頁)

「大阪地検特捜部主任検事証拠改ざん事件」で、「前田恒彦元検事は証拠隠滅罪ではなく特別公務員職権濫用罪で裁かれるべき」と主張している。

## 略歴
- 1973年 - 島根県立松江南高等学校卒業。
- 1977年 - 東京大学理学部（地質学）卒業。
- 1983年 - 検事任官。その後、公正取引委員会事務局審査部付検事、東京地方検察庁検事、広島地方検察庁特別刑事部長、法務省法務総合研究所研究官、長崎地方検察庁次席検事、東京地方検察庁八王子支部副部長などを歴任。
- 2003年 - 桐蔭横浜大学大学院特任教授就任。
- 2004年 - 法務省法務総合研究所総括研究官兼教官就任。
- 2005年 - 桐蔭横浜大学法科大学院教授（派遣検事）、『コンプライアンス研究センター』センター長就任。
- 2006年 - 検事退官。
  - 9月 - 弁護士登録。『郷原・米津法律事務所』開設。
  - 11月 - 『株式会社コンプライアンス・コミュニケーションズ』設立。代表取締役就任。
- 2007年1月 - TBS不二家捏造報道問題に関して、『不二家信頼回復対策会議』議長就任。
- 2008年 - 六本木ヒルズノースタワーに『郷原総合法律事務所』（現在の名称は『郷原総合コンプライアンス法律事務所』）開設。
- 2009年
  - 4月 - 名城大学教授、『名城大学コンプライアンス研究センター』センター長就任。
  - 10月 - 総務省顧問就任。
- 2010年11月 - 検察の在り方検討会議委員就任。
- 2012年4月 - 関西大学社会安全学部大学院特任教授就任（2016年3月まで）。この間、日本郵政ガバナンス検証委員会委員長、年金業務監視委員長、総務省コンプライアンス室長を歴任。

## 出演
ウェブ番組
- 情熱報道ライブ「ニューズ・オプエド®」（NOBORDER）[27]
- ビデオニュース・ドットコム
- デモクラシータイムス（YouTube）
- エアレボリューション（ニコニコ生放送）[28]

ラジオ番組
- 大竹まこと ゴールデンラジオ!（文化放送）

## 著書

### 単著
- 『独占禁止法の日本的構造 制裁・措置の座標軸的分析』清文社、2004年4月。ISBN 4-433-24883-5
- 『コンプライアンス革命 コンプライアンス＝法令遵守が招いた企業の危機』文芸社、2005年7月。ISBN 4-286-00137-7
- 『入札関連犯罪の理論と実務』東京法令出版、2006年2月。ISBN 4-8090-1128-3
- 『「法令遵守」が日本を滅ぼす』新潮新書、2007年1月。ISBN 978-4-10-610197-7
- 『社会が医療に求めるもの』ロングフィールドジャパン、2008年5月。ISBN 978-4-903950-03-7
- 『思考停止社会 〜「遵守」に蝕まれる日本』講談社現代新書、2009年2月。ISBN 978-4-06-287978-1
- 『検察の正義』ちくま新書、2009年6月。ISBN 978-4-480-06510-0
- 『検察が危ない』ベストセラーズ、2010年4月。ISBN 978-4-584-12274-7
- 『特捜神話の終焉』飛鳥新社、2010年7月。ISBN 978-4-86410-031-1
- 『組織の思考が止まるとき』毎日新聞社、2011年2月 ISBN 9784620320373
- 『第三者委員会は企業を変えられるか〜九州電力「やらせメール」問題の深層』毎日新聞社、2012年3月。ISBN 9784620320991
- 由良秀之名義『司法記者』講談社、2011年10月。ISBN 978-4-06-217013-0
  - 講談社文庫、2014年4月。ISBN 978-4-06-277794-0
- 『企業はなぜ危機対応に失敗するのか 相次ぐ「巨大不祥事」の核心』毎日新聞社 2013年12月。ISBN 978-4-620-32238-4
- 『告発の正義』ちくま新書、2015年9月。ISBN 9784480068477
- 『青年市長は“司法の闇”と闘った　美濃加茂市長事件における驚愕の展開』角川書店、2017年12月。ISBN 9784041058138
- 『「深層」カルロス・ゴーンとの対話』小学館、2020年4月。ISBN 9784093887656
- 『“歪んだ法”に壊される日本　事件・事故の裏側にある「闇」』KADOKAWA、2023年3月
- 『「単純化」という病　安倍政治が日本に残したもの』朝日新書、2023年5月

### 共著
- 『会社員のためのCSR経営入門』大久保和孝、菱山隆二、日和佐信子、松本恒雄 他共著、第一法規、2008年9月。ISBN 978-4-474-02413-7
- 『リアルタイムメディアが動かす社会』八木啓代、常岡浩介、上杉隆、岩上安身 他共著、東京書籍、2011年9月。ISBN 978-4-487-80584-6
- 『銀行問題の核心』江上剛 共著、講談社現代新書、2014年2月。ISBN 978-4-06-288252-1
- 『虚構の法治国家』森炎 共著、講談社、2015年。ISBN 978-4-06-218987-3
- 『偽りの「都民ファースト」』片山善博 共著、ワック新書判 2017年6月。ISBN 978-4-89831-758-7
- 『暴走する検察』神保哲生、宮台真司、市川寛、安田好弘 他共著、光文社、2020年7月。ISBN 978-4-334-95187-0
- 『検察崩壊〜失われた正義』対談：小川敏夫、石川知裕、大坪弘道、八木啓代。毎日新聞社、2012年8月。ISBN 978-4-620-32147-9

### 編著
- 『企業法とコンプライアンス』東洋経済新報社、2006年1月、2版2008年12月、3版2017年10月。ISBN 4-492-53205-6
- 『食の不祥事を考える』唯学書房、2008年11月。ISBN 978-4-902225-45-7
- 『証券市場の未来を考える』唯学書房、2009年3月。ISBN 978-4-902225-46-4
- 元榮太一郎 著『〈初級〉ビジネスコンプライアンス』東洋経済新報社、2009年6月、2版2019年6月、3版2022年6月。ISBN 978-4-492-53259-1

### 監修
- 『コーポレートコンプライアンス 季刊第18号 特集 政治とカネと検察捜査』講談社、2009年7月。ISBN 978-4-06-379366-6

### 寄稿
- 中原泉、鴨井久一 編著『口腔と全身疾患』「歯科医師の法とコンプライアンス」クインテッセンス出版、2009年6月。ISBN 978-4-7812-0085-9
- 佐藤優、魚住昭 責任編集『誰が日本を支配するのか！？検察と正義』「検察崩壊」魚住昭との対談、マガジンハウス、2010年8月。ISBN 978-4-8387-2158-0
- 江川紹子 編『特捜検察は必要か』「歴史的視点からみた特捜検察」岩波書店、2011年3月。ISBN 978-4-00-025806-7
- 鳥越俊太郎、木村朗 編『20人の識者がみた「小沢事件」の真実』「陸山会事件における検察の暴走とメディア」日本文芸社、2013年8月。ISBN 978-4-537-26052-6
- 板生清 監修『危機管理方法論とその応用』「企業のコンプライアンス」シーエムシー出版、2013年12月。ISBN 978-4-7813-0825-8
- 海堂尊 著『日本の医療知られざる変革者たち』「『遵守』からの脱却が組織を変える」PHP研究所、2014年3月。ISBN 978-4-569-81721-7
- 指宿信、木谷明、後藤昭、佐藤博史 他編『シリーズ刑事司法を考える』「『日本版司法取引』の導入は本当に大丈夫か？」岩波書店、2017年2月。ISBN 978-4-00-026500-3